# Лёгкая атлетика на летних Олимпийских играх 1904 — прыжки с шестом
Соревнования по прыжкам с шестом среди мужчин на летних Олимпийских играх 1904 прошли 3 сентября. Приняли участие семь спортсменов из двух стран.

## Призёры
| Золото            | Серебро        | Бронза          |
| Чарльз Дворак США | Лерой Сэмс США | Луи Уилкинс США |

## Рекорды
| Мировой рекорд     | Официального рекорда не было до 8 июня 1912 года | —      |                              |                             |  |
| Олимпийский рекорд | Уэллс Хойт (USA) Ирвинг Бакстер (USA)            | 3,30 м | Афины, Греция Париж, Франция | 10 апреля 1896 15 июля 1900 |  |

## Соревнование

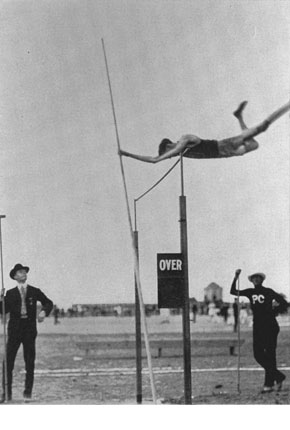
Один из спортсменов во время прыжков с шестом

| Место | Спортсмен              | Результат  |
| ----- | ---------------------- | ---------- |
| 1     | Чарльз Дворак (USA)    | 3,50 м OR  |
| 2     | Лерой Сэмс (USA)       | 3,35 м     |
| 3     | Луи Уилкинс (USA)      | 3,35 м     |
| 4     | Уорд Мак-Лэнехен (USA) | 3,35 м     |
| 5     | Клод Аллен (USA)       | 3,35 м     |
| 6     | Уолтер Дрэй (USA)      | Неизвестен |
| 7     | Пауль Вайнштайн (GER)  | Неизвестен |